# Халаибский треугольник
«Халаибский треугольник» — спорный район площадью 20 580 км² на границе Египта и Судана.
На протяжении почти всей второй половины XX века контролировался Суданом. В настоящее время находится под контролем Египта. Географически, спорный район является частью Нубии. На территории «треугольника» расположен египетский национальный парк Гебель-Эльба, обнаружены запасы нефти.
Принадлежность его не определена резолюциями ООН. Каждое государство-член организации признаёт территориальную принадлежность спорного района Египту или Судану в зависимости от признания границы 1899 или 1902 соответственно в качестве государственной по своему усмотрению. Российская Федерация считает «Халаибский треугольник» частью Египта. В соответствии со стандартами Росреестра (бывшей Роскартографии) граница между Египтом и Суданом в данном районе проходит по 22-й параллели. Большинство стран Запада, напротив, признают границу 1902 года и считают «треугольник» частью Судана.

## История конфликта

### XIX—XX века
На картах конца XVIII века спорные земли обозначены как часть государства Нубия (территория современного Судана). С 20-х годов XIX века большая часть Судана, включая район Халаиба, оказалась под властью Египта. В 70-х годах правление Суданом фактически перешло под контроль Великобритании, однако в начале 80-х годов англичане были вытеснены из страны местными племенами в ходе восстания махдистов.
В 1898 году Великобритания и Египет разгромили махдистов и в 1899 году объявили Судан своим кондоминиумом. Северная граница страны была установлена по 22-й параллели, Халаиб формально отошёл к Египту. В 1902 году Великобритания в одностороннем порядке изменила границу, передав «треугольник» Судану (сделано это было с целью обеспечить целостность территорий, принадлежавших племенам, населявшим приграничную зону; одновременно Египту была передана территория Бир-Тавиль, в настоящий момент являющаяся terra nullius). При этом не было заключено никаких соответствующих договоров с Египтом, где де-факто присутствовала оккупационная британская армия, но который де-юре в то время был независимым государством и признавался таковым в том числе и Великобританией.
С 18 декабря 1914 года Египет стал британским протекторатом, который был отменён в одностороннем порядке Англией 28 февраля 1922 года, однако попытки подписать межгосударственное соглашение, разрешившее бы спорные вопросы, не удавались до 1936 года. Проект соглашения 1936 года изначально предусматривал полную передачу Судана под контроль Британии с долей участия Египта. Но конечный вариант договора закреплял формальное прекращение британской оккупации Египта и создание англо-египетского межгосударственного союза с восстановлением конвенции по Судану от 1899 года.
15 октября 1951 парламент Египта утвердил закон о расторжении англо-египетского договора 1936 года, а вместе с ним и договора 1899 года. Египетский король Фарук I был провозглашён королём Египта и Судана.
Египет после Июльской революции 1952 года признал право суданского народа на самоопределение. 12 ноября 1955 года Судан получил независимость. В 1958 году президент Египта Насер послал войска в район Халаиба, но отозвал их в том же месяце, отдав таким образом «треугольник» в пользование Судана. До 90-х годов Египет не предъявлял претензий Судану, считая его своим стратегическим союзником, поддержавшим Египет во время войны с Израилем.
В 1992 году Судан вызвал крайнее недовольство Египта, отдав побережье «треугольника» в концессию канадской нефтяной компании International Petroleum Corporation (IPC, сейчас — Lundin Petroleum).
В том же году произошло вооружённое столкновение между суданскими и египетскими пограничниками. Последние на двух военных автомобилях атаковали суданские пограничные посты, в результате чего погибли двое полицейских и четверо получили ранения. Президент Хосни Мубарак выразил сожаление и пообещал компенсацию. Тогда стороны договорились не нагнетать обстановку. Однако в 1993—1994 гг на границе всё равно время от времени происходили стычки.
В 1994 году отношения между Египтом и Суданом ещё более осложнились после начала строительства в районе суданской столицы плотин на реке Нил. После того, как в конце 1960-х годов Египет при поддержке СССР построил сеть плотин и ГЭС на озере Насер, предотвратив таким образом сезонные затопления значительных территорий Египта, выход реки из берегов начался уже на юге, на приграничных с Египтом территориях Судана. Результатом только в 60-е годы стала потеря своих домов более чем 100 тыс. человек. Для решения проблемы в начале 90-х было решено построить плотины в районе суданской столицы, установив таким образом контроль за уровнем воды в реке в северной части страны.
Данное обстоятельство вызвало возмущение Египта и в 1994 году появилась информация о готовящемся авиаударе по Хартуму. В дальнейшем было сообщено об отмене данных планов, однако уровень отношений двух стран упал до рекордно низкой отметки.
В 1995 году Египет направил в регион войска и взял под свой контроль все спорные земли, за исключением города Халаиба.
Кроме того, Каир выдвинул против Хартума обвинения в предоставлении убежища экстремистским элементам, создании на суданской территории лагерей для подготовки террористов и предоставлении им оружия. Ситуация ещё больше обострилась после неудачного покушения на президента АРЕ Хосни Мубарака в Аддис-Абебе в июне 1996 года, в причастности к которому Египет обвинил суданские власти.
В то же время, на фоне неспособности правительства Судана победить в гражданской войне с немусульманским меньшинством на юге страны, ни Каир, ни Хартум не были заинтересованы в дальнейшей эскалации противостояния и, начиная с 1997 г., напряжённость между ними стала постепенно снижаться.
В 2000 году Судан вывел войска из Халаиба, земли оказались полностью под египетским контролем.
Восточную часть треугольника, обладающую уникальным климатом, Египет провозгласил своим национальным парком Гебель-Эльба. Благодаря близкому расположению к Красному морю (между 15 и 30 км к западу от моря) и перехвату влаги северо-восточных ветров, количество осадков в этой зоне выше, чем в остальной части Египта. Флора заповедника представлена 458 видами растений, что составляет почти четверть растений, зарегистрированных в стране. Национальный парк, созданный в 1986 году, включает в себя большую часть Халаибского треугольника (за исключением его западного угла) и территорию к северу, сопоставимую с ним по площади.

### XXI век
Пересечение судано-египетской границы сухопутным путём, в том числе и в районе треугольника, обычно запрещено. Туристам, находящимся в Египте, с 2005 года Министерство туризма Египта разрешило поездки в Халаибский треугольник. На территории «треугольника» находятся в обращении две валюты и работают мобильные операторы обеих стран.
Вопрос о принадлежности района Халаиб так и не решён. В августе 2002 года президент Судана Омар аль-Башир сообщил прессе, что направил в Совет Безопасности ООН обращение о пересмотре принадлежности земель, поскольку «треугольник Халаиба» является суданской территорией. В 2004 году он подтвердил своё решение добиваться со стороны ООН признания Халаибского треугольника частью Судана.
14 октября 2006 года суданское правительство подписало мирное соглашение с Восточным фронтом, группировкой, действовавшей с 2005 года на востоке Судана и состоявшей из арабских племён ар-Рашайда и аль-Беджа, после чего те заявили о признании Халаибского треугольника суверенной частью Судана, поскольку, по их мнению, в Халаибе проживают люди, связанные с Суданом в этническом, племенном и религиозном плане.
В октябре 2009 года суданская избирательная комиссия, которая подготовила всеобъемлющий план по проведению всеобщих выборов в Судане в апреле 2010 года, заявила, что Халаибский треугольник является одним из избирательных округов штата Красное море и что его жители должны также осуществлять свои конституционные права и зарегистрироваться для участия в выборах. Специальная команда, сформированная избирательной комиссией для проведения необходимых мероприятий по подготовке к выборам, не была допущена египетскими властями на территорию «треугольника», и регистрация избирателей там не состоялась.
В связи с ожидаемой независимостью Южного Судана и связанными с этим территориальными разногласиями, глава Восточного фронта и Конгресса Беджа Муса Мухаммед Ахмед заявил, что вопрос суверенитета Треугольника Халаиба должен решаться в международных судах как в случае со спорным районом Абьей между Южным Суданом и Республикой Судан (третейский суд в Гааге изменил границы спорной территории и вынес решение о проведении референдума среди местного населения о её принадлежности). В декабре 2009 года Муса Мухаммед Ахмед, будучи помощником президента Судана, попытался проникнуть на территорию Халаибского треугольника, но въезд ему был запрещён. СМИ он объяснил своё желание пересечь границу как попытку «подтвердить [суданский] суверенитет над треугольником [Халаиба] и проверить положение людей, оказать моральную и финансовую поддержку суданским военным, оставшимся там после того, как началась [египетская] оккупация». Он также добавил, что Треугольник Халаиба является суданской территорией, от которой Судан не откажется «ни при каких обстоятельствах».
С 2009 года египетские власти строят линию электропередач от города Шалатин к Халаибу, благодаря чему больше не придётся использовать электрические генераторы, обеспечивающие сейчас Треугольник Халаиба электроэнергией.
С 2010 года открылась новая дорога из Халаиба в Порт-Судан.
22 апреля 2010 года в каирской больнице скончался Al-Taher Muhammad Hasaay, бывший председатель халаибского совета, представитель племени Bisharin, выступавший против военного присутствия Египта в треугольнике Халаиба. До смерти он провёл в тюрьме 2 года. Представители племени сообщили, что в египетских тюрьмах остаются ещё 7 их соплеменников, которые пребывают там уже по несколько лет.
В июле 2010 года в египетской газете Al-Masry Al-Youm сообщалось, что представители трёх племён, el-Ababda, el-Basharya и el-Beja, высказались за египетский статус треугольника Халаиба и заявили, что они египтяне, а не суданские граждане, что они имеют все права египетских граждан, включая внутренние паспорта, право голосовать на выборах и служить в египетских вооружённых силах.
29 ноября 2010 года Мухаммад аль-Хасан Окаир, бывший в 1995 году суданским депутатом от Халаиба, послал президенту Судана от имени трёх племён (Бишарин, Хамад-Ораб и Алияб) открытое письмо, в котором он жаловался на принудительное включение 20 деревень в 2 египетских избирательных округа, а также на то, что представителям племён невозможно пересечь границу и побывать на родине предков.

## Карты

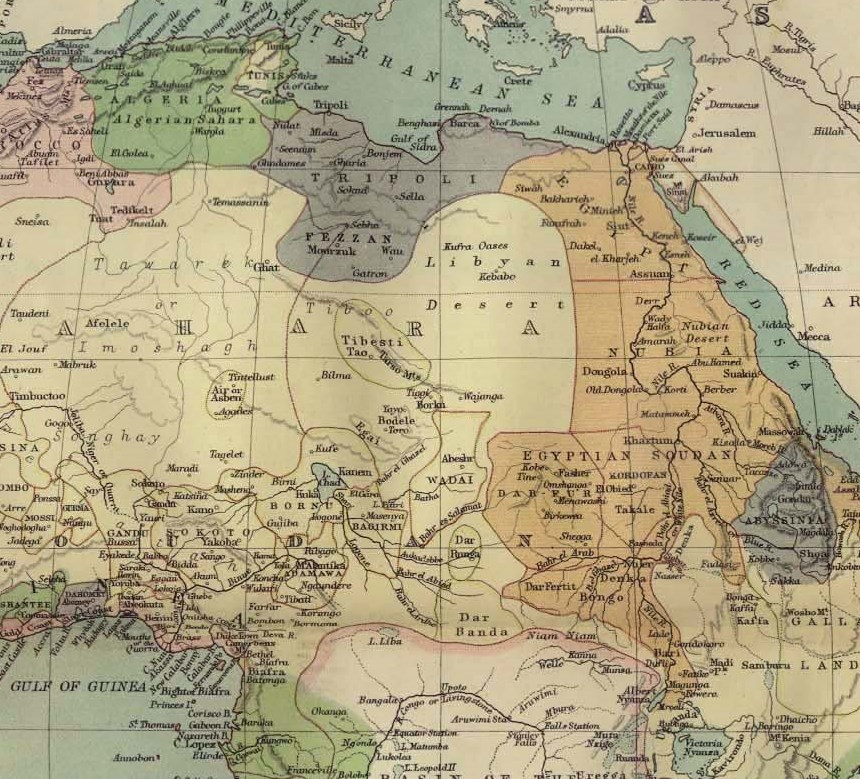
Нубия на карте Африки 1885 г.
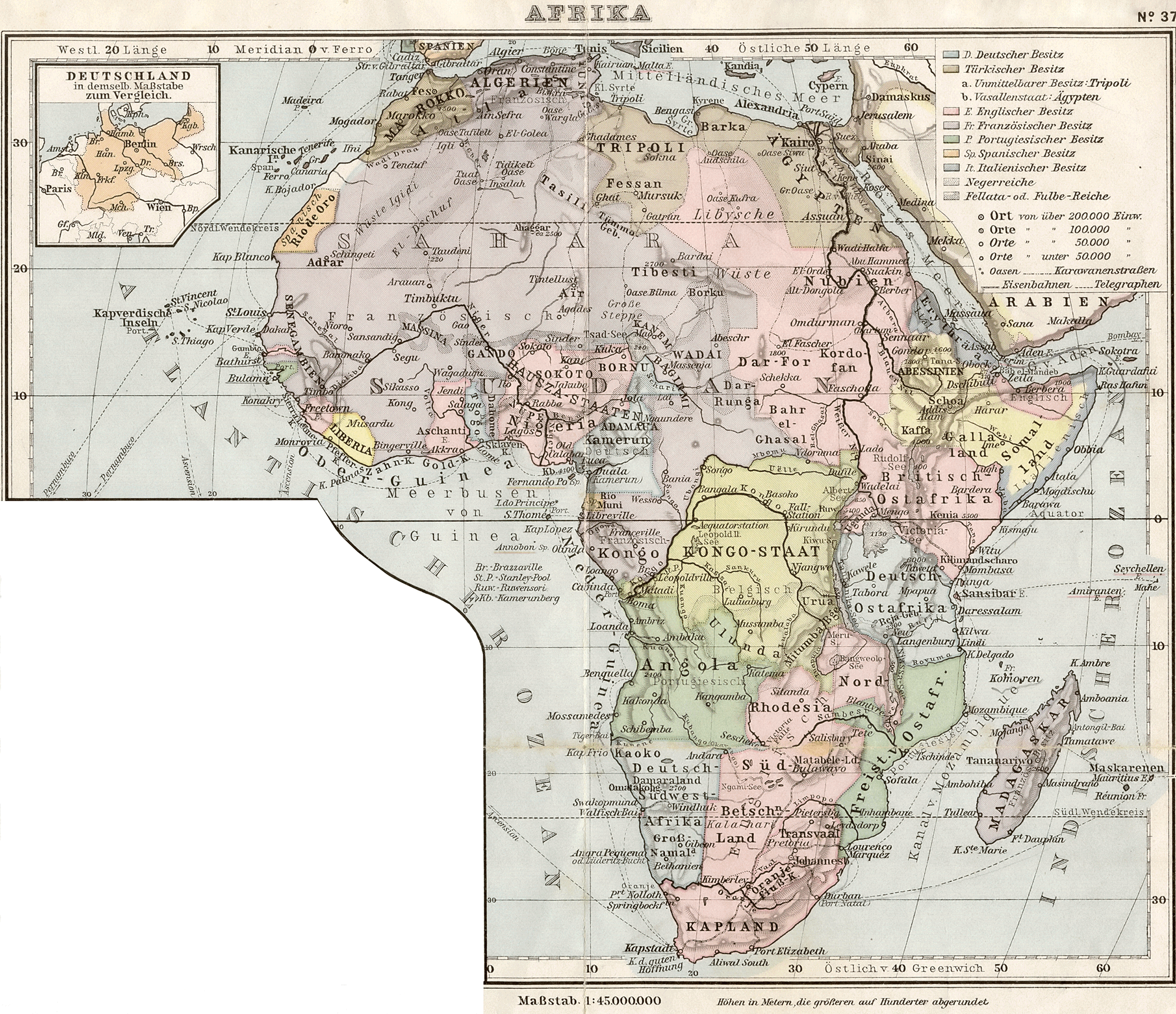
Карта Африки 1905 г.
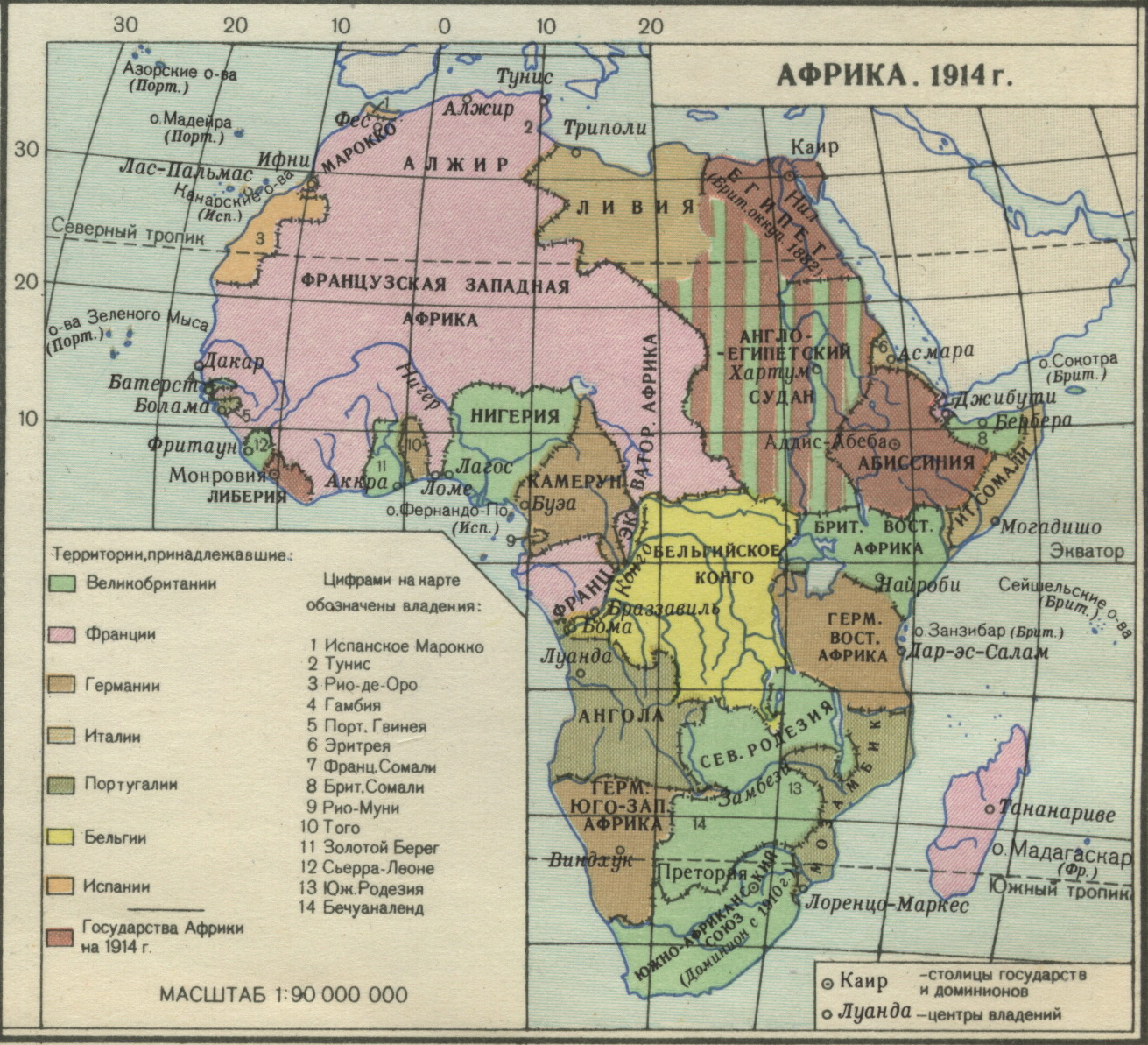
Карта Африки 1914 г.
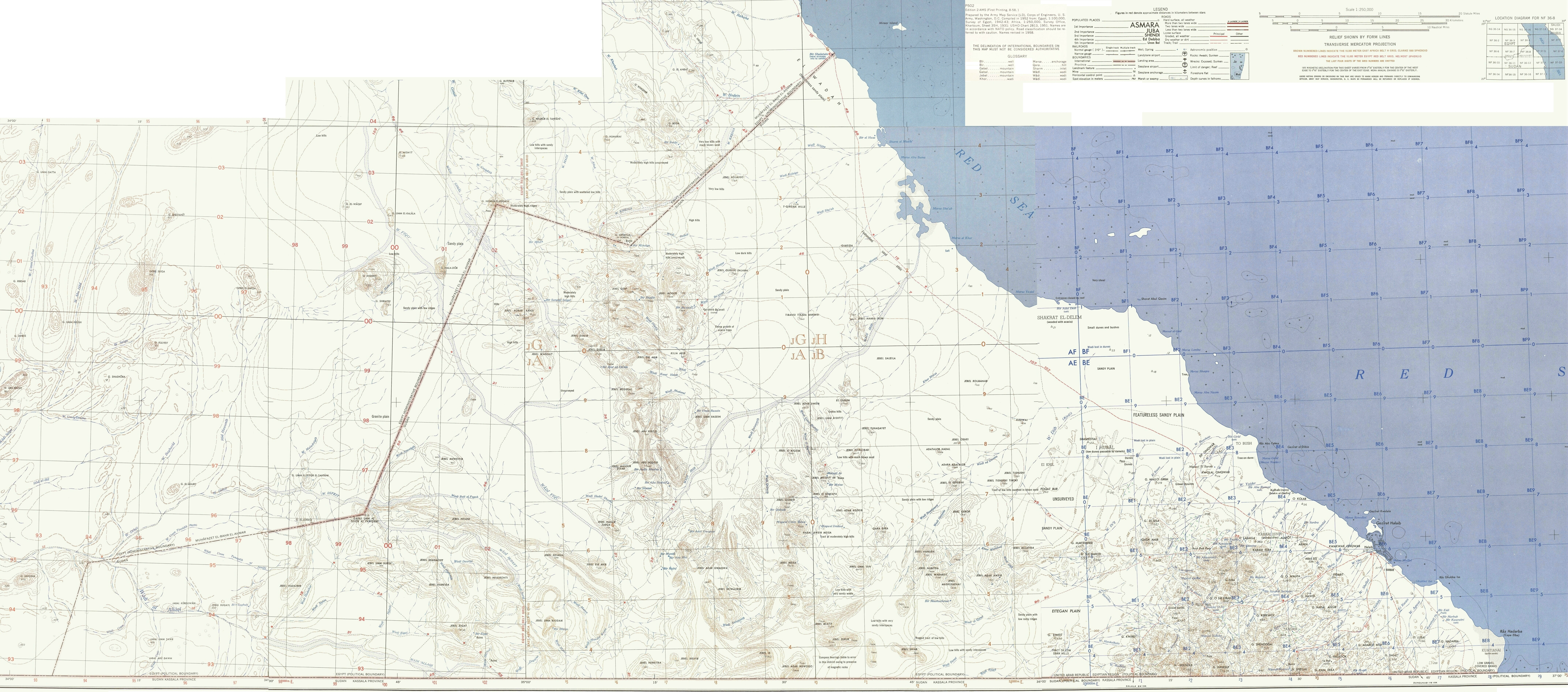
Подробная карта Треугольника Халаиба